# 余煒廉
余煒廉（Yu Wai Lim，1998年9月20日－），生於香港，香港足球運動員，司職中堅，現時效力香港超級聯賽球會理文。

## 個人生涯

### 求學時期
余煒廉生於1998年，於8歲開始接觸足球。到小學四年級時，加入學校的足球校隊。隨後在10歲時加入地區球會和富大埔青年軍。

### 職業球會生涯
2012年，轉到勁旅傑志青年軍，可是由於在傑志隊內比較難爭取到上陣機會，使他於2015年選擇離隊回歸當時處於甲組的業餘球會和富大埔參加U18和甲組賽事，而他在首季內在各項賽事上陣29場並在季尾協助大埔奪得甲組聯賽冠軍提早一輪奪升班資格重返港超聯。雖然余煒廉獲大埔開出職業合約留用，但他為在港超爭取到上陣機會，最後仍選擇追隨在體藝中學校隊的教練曾昭達，於2016年7月加盟到港超聯地區球會陽光元朗，並於11月28日倒戈前球會和富大埔的聯賽在81分鐘後備入替，職業生涯首度登場，最終協助元朗以3–0勝出，而他在首季港超聯獲四場上陣機會。
到2017/18球季，余煒廉穩坐正選席位與法比奧和杜馬思組成三中堅防線，並於2017年11月19日對母會傑志的聯賽在季內首度正選上陣，結果元朗以0–3落敗，而他在對一個多月後再對傑志的高級組銀牌四強正選上陣，結果協助元朗加時以3–1反勝晉身高級組銀牌決賽，兼終結傑志跨季25場賽事不敗記錄，隨後他再在決賽正選上陣並踢足全場，結果協助元朗以3–0擊敗東方龍獅，取得其職業生涯首項錦標，而他在3月11日以2–2賽和和富大埔的聯賽，於63分鐘因兩黃一紅職業生涯首度被逐。
2018年夏天，余煒廉加盟港超聯球會理文，並效力至2024年，期間協助球隊贏得一次聯賽冠軍。
2024年夏天，余煒廉轉會至中甲球會無錫吳鈎，為球會在中甲上陣13場。不過無錫吳鈎最終降班，由於中乙未有設立港澳台球員名額，余煒廉需要離隊他投，結果他重回理文。

## 國際賽生涯
余煒廉由U13梯隊開始已是香港青年代表隊常規成員，雖然他曾經因弄斷手腕而錯過其生涯首場代表隊賽事的港澳埠際賽，但他在2014年10月以隊長身份帶領香港U16代表隊首度勇闖亞少盃決賽周，可是香港在決賽週分組賽事中抽下籤與日本和澳洲和中國同處死亡B組，最終香港U16三戰皆以0–2落敗宣告無緣晉級而有份出戰賽事的成員獲外界視為「黃金一代」。
2021年6月11日，世界盃外圍賽港隊對伊拉克，余煒廉半場入替，獲得首頂「喼帽」。

## 榮譽
和富大埔
- 香港甲組聯賽冠軍（2015–16季度）

陽光元朗
- 香港高級組銀牌冠軍（2017–18季度）

理文
- 香港超級聯賽冠軍（2023–24季度）
- 香港菁英盃冠軍（2018–19季度）

香港代表隊
- 省港盃冠軍（2019年）

## 外部連結
- 香港足球總會網頁球員註冊資料 （页面存档备份，存于）